# Ново време (списание)
Вижте пояснителната страница за други значения на Ново време.
„Ново време“ е българско обществено-политическо и литературно списание, трибуна на социалистически и комунистически идеи, излизащо от 1897 година в Пловдив и София.

## История
Списанието е създадено в 1897 година от Димитър Благоев, който остава негов главен редактор до 1923 година. Списанието е научно-теоретичен орган на Българската работническа социалдемократическа партия, от 1894 година - на Българската работническа социалдемократическа партия (тесни социалисти), а от 1919 година - на Българската комунистическа партия.
Една от основните теоретични трибуни на българските марксисти преди и малко след Първата световна война. Между изявените сътрудници на списанието са Георги Кирков, Христо Кабакчиев, Димитър Полянов, Виктория (Вела) Благоева, Васил Коларов, Георги Димитров и др.
Списанието е спряно от правителството на Цанков през септември 1923 година. След Деветосептемврийския преврат, е възобновено през 1947 година и оттогава излиза без прекъсване. В периода 1947-1989 година разглежда приложението на комунистическата идеология в различните обществени сфери. 
След падането на режима на държавния социализъм, играе ролята на неофициален теоретичен орган на Българската социалистическа партия.